# 也古
也古（?—1250年代），又作也苦、也窟、耶虎，元太祖成吉思汗铁木真的二弟合撒儿的长子。
也古在其父死后继承合撒儿的兀鲁思，份民由也苦和也苦之弟脱忽、移相哥来接受。1251年，也古与移相哥从诸王在奎腾敖拉之地召开忽里台大会，拥立蒙哥为大汗。1252年，蒙哥以也古为征东元帅，与高丽降人洪福源率兵渡鸭绿江，攻克高丽禾山、东州、春州、三角山等城，也苦因私怨袭击诸王培刺儿营。事发，蒙哥褫夺他的兵权，以札剌台豁儿赤取代他。也古死后，子火鲁火孙嗣位。